# Auguste Perret
Auguste Perret, född 12 februari 1874 i Ixelles, död 25 februari 1954 i Paris, var en fransk arkitekt och en av de mest framstående under 1900-talet när det gäller utvecklingen av betongstrukturer. Han arbetade till stor del tillsammans med sin bror Gustave Perret.

## Biografi
Perret föddes i Belgien, men flyttade redan som barn till Frankrike. Han studerade arkitektur vid École des Beaux-Arts mellan åren 1891 och 1901, men slutade utan examen, eftersom han sedan 1894 hade en tjänst på sin fars konstruktionsfirma. Vid École des Beaux-Arts hade han Julien Guadet och Edmond Paulin som lärare. I faderns firma började han praktiska studier på betongkonstruktioner och mötte bland annat Le Corbusier, som också var intresserad av materialets egenskaper och möjligheter. Till skillnad från Le Corbuser ansåg dock Perret att det nya materialet inte behövdes ges nya former utan kunde appliceras på den klassiska arkitekturen och detta kom att prägla hans insats som arkitekt. Merparten av hans verk återfinns i Frankrike, där en stor del handlar om rekonstruktion av äldre byggnader som raserades under första respektive andra världskriget. Till exempel planerade han återuppbyggnaden av Le Havres under andra världskriget sönderbombade centrum. Resultatet upptogs 2005 på Unesco:s världsarvslista.
Tillsammans med sin bror konstruerade han bland annat Champs-Élysées-teatern (i samarbete med Henry van de Velde 1913) och Notre-Damekyrkan i Le Raincy 1923.